# Каше, Ондржей
Ондржей Каше (чеш. Ondřej Kaše; род. 8 ноября 1995, Кадань) — чешский хоккеист, нападающий ХК «Верва Литвинов». Чемпион мира 2024 года.

## Карьера

#### Клубная
Ондржей Каше начинал свою карьеру в Кадани. Позднее перебрался в клуб чешской Экстралиги «Пираты» из Хомутова. Дебютировал в Экстралиге в сезоне 2013/14. В том же сезоне помог юниорской команде «Пираты» стать чемпионами Чехии для игроков не старше 20 лет.
Летом 2014 года был выбран на драфте НХЛ клубом «Анахайм Дакс» в 7 раунде под общим 205 номером. Отыграв ещё один сезон в Экстралиге за пиратов, перед началом сезона 2015/16 перебрался за океан. Первый сезон получился не совсем удачным. Из-за травм Каше полностью провёл его в АХЛ, в фарм-клубе Анахайма «Сан-Хосе Галлс», проведя всего 34 игры за весь сезон. Начав следующий сезон в АХЛ, Каше почти сразу обратил на себя внимание тренеров «Анахайма» и был вызван в основную команду, за которую сыграл 53 матча в регулярном чемпионате и ещё 9 в кубке Стэнли. В сезоне 2017/18 Каше уже стал полноценным игроком «Дакс», в 66 играх регулярного чемпионата он набрал 38 очков, забив при этом 20 шайб.
В предсезонном матче с «Лос-Анджелес Кингз» Каше получил сотрясение мозга после грубой атаки защитника «Кингз» Дрю Даути. Он был вынужден пропустить 18 игр на старте сезона. После возвращения на лёд Каше показывал очень результативную игру. 12 декабря 2018 года сделал первый хет-трик в карьере НХЛ в победном для «Дакс» матче (6:3) против команды «Даллас Старз». Но травма плеча, полученная в январском матче с «Миннесотой Уайлд» вынудила Каше досрочно завершить сезон. Операция была назначена на 30 января, срок реабилитации полгода.
21 февраля 2020 года Ондржей был обменян в «Бостон Брюинз» на Дэвида Бэкеса, проспекта Акселя Андерссона и выбор в 1-м раунде драфта 2020 года.

#### Сборная Чехии
Каше постоянно играл за юниорские и молодёжные сборные Чехии. Он был участником юниорского чемпионата мира в 2013 году, а также молодёжных чемпионатов мира 2014 и 2015 годов.

## Статистика
Обновлено на конец сезона 2020/21
- НХЛ — 231 игра, 103 очка (45 шайб + 58 передач)
- Экстралига — 66 игр, 20 очков (10+10)
- Первая чешская лига — 66 игр, 40 очков (19+21)
- АХЛ — 52 игры, 31 очко (15+16)
- Всего за карьеру — 415 игр, 194 очка (89+105)

## Семья
Его отец, Роберт Каше (23.05.1973 г.р.) бывший хоккеист, выступавший в низших лигах Чехии и Германии, а ныне тренер, работавший с юниорами Хомутова и основной командой своего родного города «Кадань», выступающей в чешской первой хоккейной лиге.
Младший брат, Давид Каше (28.01.1997 г.р.) также играет в хоккей, он был выбран на драфте НХЛ 2015 года клубом «Филадельфия Флайерз» в 5-м раунде под общим 128-м номером.